# 大宅真樹
大宅 真樹（おおや まさき、1995年4月23日 - ）は、日本の男子バレーボール選手である。

## 来歴
長崎県佐世保市出身。7歳の頃、姉の影響でバレーボールを始める。
小中学生時代はアタッカーとしてプレーしていたが、JOC選抜のときにセッターを経験し、そこからセッターに転向した。
2011年、長崎県立大村工業高等学校に進学。2012年、U-19日本代表に選出され、イランで開催されたアジアユース選手権(U-18)に出場。2013年、メキシコで開催された世界ユース選手権(U-19)に出場。高校の指導はきつくて辛かったが、その高校でなければ経験できなかった春高バレーが経験でき、高校での経験も後に活きているため、行って良かったと話している。
2014年、東亜大学に進学。高校時代の伊藤監督の勧めで決断した。同年、U-21日本代表に選出され、バーレーン・マナーマで開催されたアジアジュニア選手権(U-20)に出場。2017年、U-23日本代表に選出され、イラン・アルダビールで開催されたアジアU-23選手権に出場し、チームを準優勝に導き、自身もベストセッター賞を受賞。エジプト・カイロで開催された世界U-23選手権にも出場した。大学当時は、卒業したら就職して9人制バレーを楽しむことなどを考えていた。しかし、転機が訪れ、大学にまで足を運んだ荻野正二（当時サントリーサンバーズ監督）から直接オファーを受け、それがバレーボールの道に進む決断につながった。
2017年10月、サントリーサンバーズ（現・サントリーサンバーズ大阪）に内定し、2017/18V・プレミアリーグに内定選手として出場した。
2018年、サントリーに入団。入団1年目で日本代表登録メンバーに初選出される。しかし、代表合宿には召集されず、国際大会に出場することはなかった。2020年も登録メンバーに選出されたが、代表合宿に招集されずじまいだった。
2019年、入団2年目にしてサントリーとプロ契約を結ぶ。プロ1年目の2019-20シーズン、セミファイナルで敗れ3位となったときには涙を流して悔しさを露わにした。
2020-21シーズン、サントリーの監督に就任したばかりの山村宏太に、人としても選手としても成長するのが必要だという理由でキャプテンに指名され、就任。サントリーの14シーズンぶりのリーグ優勝に貢献し、自身もベスト6を受賞した。
2021年、ネーションズリーグに日本代表として出場。これが自身にとってシニア代表としての国際大会初出場となった。東京オリンピックの最終メンバー入りはならず、オリンピックの試合を、セッター（関田誠大、藤井直伸）のプレーを中心に観戦し、まだ2人には及ばないと思いながらも、自分なら何が出来るかと考えていたとのこと。オリンピックの後に開催されたアジア選手権には、ポーランドでプレーすることとなった関田の代わりにメンバー入りし出場した。
2021-22シーズンもチームのリーグ連覇に貢献し、自身は最高殊勲選手賞にも輝いた。
2022年、藤井直伸の離脱もあり、日本代表の第2セッターとして白羽の矢が立つ。ネーションズリーグに出場。そして、世界選手権のメンバーにも選出され、関田誠大の控えではあるが、試合にも出場を果たした。
2022-23シーズン、サントリーはV1男子ファイナルで敗れ準優勝で3連覇を逃すが、ベスト6を受賞となる活躍を見せチームに貢献した。2023年5月に開催されたアジアクラブ選手権でサントリーの優勝に貢献し、ベストセッター賞を受賞した。
2024-25シーズン、サントリーの主将を藤中謙也に明け渡した。プレーに集中してチームに貢献するのを目的に主将返上を希望し、受け入れられた。
2025年5月、2024-25シーズン限りでの退団が発表された。6月に日本製鉄堺ブレイザーズ入団が発表された。

## 人物・エピソード
- 同い年でサントリー同期の小野遥輝とはコンビプレーで息が合い、2019-20シーズンの頃、小野が生命線だと話した[27]。ファンからは小野とのコンビを「ニコイチ」と呼ばれている[28]。
- 2020年、新監督の山村宏太からキャプテンに指名されたとき、最初は意気込みを持ち喜んで引き受けたが、チームメイトに自身のキャプテン就任が賛同されないと思い不安になり、始動日のスタートアップミーティングを無断欠席してしまったという。選手や監督が電話をかけても電話に出れず、最終的には母に諭された。裏切ってしまったことを山村に謝ろうと思っていたが、山村からは「お前を信じるからみんながいいと言ったらキャプテンをやってくれ」と伝えられ、それにより覚悟ができ、チームメイトの賛同を得てキャプテン就任となったという[13]。
- 2022年の日本代表合宿前の取材で、自身の同期にもっと若い頃から日本代表に選ばれている選手がたくさんいると話し、彼らとまた一緒にやりたい気持ちがあると話した[10]。
- 小野とのコンビ「ニコイチ」へのこだわりが強かったため、日本代表でも注目を集めていた東レアローズの藤井直伸と李博のコンビ「ふじーりー」への憧れはとても強かった。藤井が亡くなった（2023年3月死去）後のインタビューでも、ふじーりーは本当に凄かったとコメントを残している[28]。
- 小野とは練習中や移動中も共にすることが多く、小野からは早めに社業につきたいと前から聞いていた。そのため、小野が2022-23シーズンで現役引退をすると決断したときも引き止めず、むしろここまでプレーを続けたことに感謝したという[28]。

## 球歴
- U-19日本代表 - 2012-2013年
  - アジアユース選手権 - 2012年
  - 世界ユース選手権 - 2013年
- U-21日本代表 - 2014年
  - アジアジュニア選手権 - 2014年
- U-23日本代表 - 2017年
  - アジアU-23選手権 - 2017年
  - 世界U-23選手権 - 2017年
- 日本代表 2018年、2020年-
  - 世界選手権 - 2022年
  - ネーションズリーグ - 2021年、2022年、2025年
  - アジア選手権 - 2021年

## 所属チーム
- 長崎県立大村工業高等学校（2011-2014年）
- 東亜大学（2014-2018年）
- サントリーサンバーズ/サントリーサンバーズ大阪（2018-2025年）
- 日本製鉄堺ブレイザーズ（2025年-）

## 受賞歴
- 2017年 - アジアU-23選手権 ベストセッター
- 2021年 - 2020-21 V.LEAGUE DIVISION1 MEN ベスト6
- 2022年 - 2021-22 V.LEAGUE DIVISION1 MEN 最高殊勲選手賞、ベスト6
- 2023年 - 2022-23 V.LEAGUE DIVISION1 MEN ベスト6
- 2023年 - アジアクラブ選手権 ベストセッター
- 2024年 - 2023-24 V.LEAGUE DIVISION1 MEN 最高殊勲選手賞、ベスト6